# John Veldman
John Fitzgerald Veldman (* 24. Februar 1968 in Paramaribo, Suriname) ist ein niederländischer Fußballspieler surinamischer Herkunft. 
Seine Karriere begann er im Jahr 1986 bei der PSV Eindhoven. 1989 wechselte er für zwei Spielzeiten zu Willem II Tilburg. Zur Saison 1991/92 zog es ihn zu Sparta Rotterdam. 1996 wechselte er für eine Saison zu Ajax Amsterdam. Später ging er zu Vitesse Arnheim. Seine Karriere beendete er im Jahr 2001, nach einem einjährigen Engagement bei RBC Roosendaal. Veldman spielte 1996 ein Mal für die niederländische Nationalmannschaft.
| Personendaten    | Personendaten                                 |
| ---------------- | --------------------------------------------- |
| NAME             | Veldman, John                                 |
| ALTERNATIVNAMEN  | Veldman, John Fitzgerald (vollständiger Name) |
| KURZBESCHREIBUNG | niederländisch-surinamischer Fußballspieler   |
| GEBURTSDATUM     | 24. Februar 1968                              |
| GEBURTSORT       | Paramaribo, Suriname                          |